# Megachile nigrofulva
Megachile nigrofulva är en biart som beskrevs av Hans Hedicke 1940. Megachile nigrofulva ingår i släktet tapetserarbin, och familjen buksamlarbin. Inga underarter finns listade i Catalogue of Life.